# Saint-Julien-de-Cassagnas
Saint-Julien-de-Cassagnas is een gemeente in het Franse departement Gard (regio Occitanie) en telt 518 inwoners (1999). De plaats maakt deel uit van het arrondissement Alès.

## Geografie
De oppervlakte van Saint-Julien-de-Cassagnas bedraagt 4,5 km², de bevolkingsdichtheid is 115,1 inwoners per km².

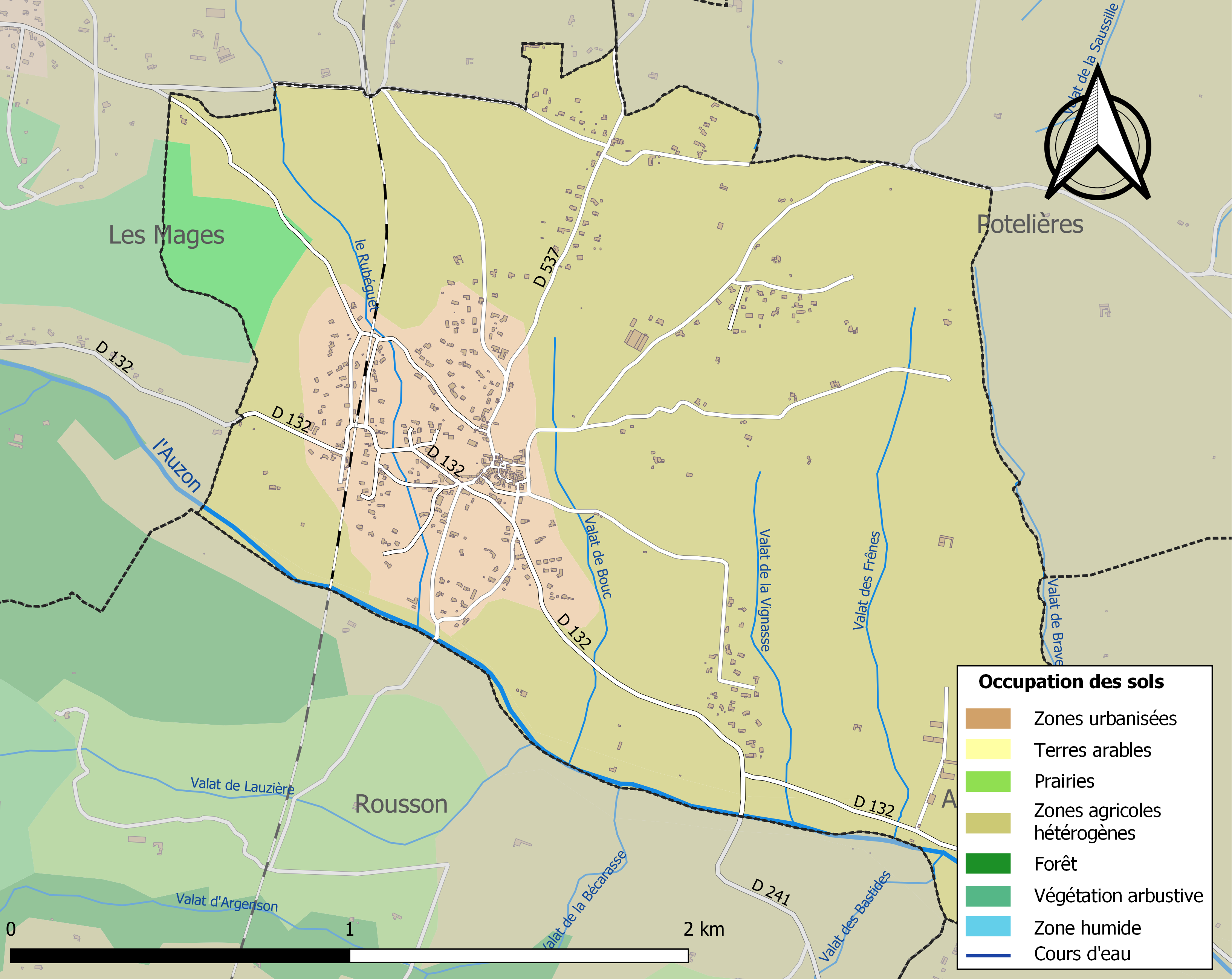
Kaart van de gemeente met de belangrijkste infrastructuur, bodemgebruik en omliggende gemeenten

## Demografie
Onderstaande figuur toont het verloop van het inwonertal (bron: INSEE-tellingen).